# Schiorke
Schiorke (auch Cziorke, polnisch Ciarka, 1936–1945 Schorke) ist ein Dorf im polnischen Powiat Kluczborski der Woiwodschaft Oppeln. Es gehört zur zweisprachigen Gemeinde Gross Lassowitz.

## Geographie

### Geographische Lage
Schiorke liegt im Nordwesten der historischen Region Oberschlesien. Das Dorf liegt elf Kilometer nordöstlich vom Gemeindesitz Groß Lassowitz, etwa neun Kilometer südöstlich von der Kreisstadt Kluczbork (Kreuzburg) und rund 49 Kilometer nordöstlich der Woiwodschaftshauptstadt Opole (Oppeln).
Östlich des Dorfes fließt der Stober. Durch die beiden Ortsteile verläuft die Landesstraße Droga krajowa 11.

### Ortsteile
Zu Schiorke gehören die beiden Ortschaften Charlottenfeld (Kolonia Ciarki) und Schiorke Mühle (Ciarski Młyn). Beide liegen am Stober.

### Nachbarorte
Nachbarorte von Schiorke sind im Südosten Stare Olesno (dt. Alt-Rosenberg), im Süden Grunowitz  (poln. Gronowice) und im Nordwesten Kotschanowitz (poln. Chocianowice).

## Geschichte

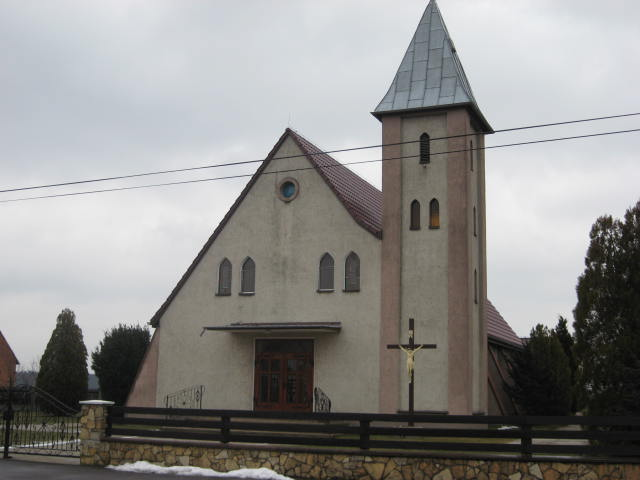
Peter-Paul-Kirche

Auf einer Karte Oberschlesiens von Johann Matthäus Hase (1684–1742) aus dem Jahr 1742 ist der Ort als Zorke eingezeichnet. Der Ort wurde 1783 im Buch Beyträge zur Beschreibung von Schlesien als Czorke erwähnt, gehörte einem Herrn von Troilo, lag im Kreis Rosenberg und hatte 148 Einwohner, ein herrschaftliches Vorwerk, eine Schule, eine Wassermühle, fünf Bauern und elf Gärtner. 1865 bestand Cziorke aus einem Dominium und einem Dorf. Das Dominium war im Besitz einem Herrn Reinhard. Die Einwohner des Dorfes lebten fast ausschließlich von der Landwirtschaft, zudem war ein Schmied ansässig. Zum Ort gehörte die Kolonie Marienfeld. Ab 1874 wurde der Amtsbezirk Cziorke gegründet, welcher aus den Landgemeinden Charlottenfeld, Cziorke und Kotschanowitz und dem Gutsbezirk Cziorke bestand. Erste Amtsvorsteher war der Inspektor Raabe in Cziorke.
Bei der Volksabstimmung in Oberschlesien am 20. März 1921 stimmten im Ort 152 Wahlberechtigte für einen Verbleib Oberschlesiens bei Deutschland und 64 für eine Zugehörigkeit zu Polen. Schiorke verblieb nach der Teilung Oberschlesiens beim Deutschen Reich. 1925 zählte der Ort 370, 1933 wiederum 346 Einwohner. Am 27. April 1936 wurde der Ort im Zuge einer Welle von Ortsumbenennungen der NS-Zeit in Schorke umbenannt. Am 1. April 1939 wurde der Ort nach Kiefernrode eingemeindet. Bis 1945 befand sich der Ort im Landkreis Rosenberg O.S.
1945 kam der bis dahin deutsche Ort unter polnische Verwaltung und wurde anschließend der Woiwodschaft Schlesien angeschlossen und ins polnische Ciarka umbenannt. 1950 kam der Ort zur Woiwodschaft Oppeln. 1999 kam der Ort zur Woiwodschaft Oppeln und zum wiedergegründeten Powiat Kluczborski. Am 16. August 2010 erhielt der Ort zusätzlich den amtlichen deutschen Ortsnamen Schiorke.

## Sehenswürdigkeiten
- Die römisch-katholische Peter-Paul-Kirche wurde 1986 erbaut.[7]